# Anna-Karin Kammerling
Anna-Karin Kammerling (n. 19 octombrie 1980, Malmö, Malmöhus⁠(d), Suedia) este o înotătoare suedeză, medaliată olimpică. A participat la 3 ediții ale Jocurilor Olimpice (2000, 2004, 2008) în care a câștigat o medalie de bronz.